# David Hildyard
David Hildyard est un ingénieur du son britannique né le 15 mai 1916 à Londres (Angleterre) et mort le 9 février 2008 à Jičín en République tchèque.

## Filmographie (sélection)
- 1958 : Bonjour tristesse d'Otto Preminger
- 1959 : Salomon et la Reine de Saba (Solomon and Sheba) de King Vidor
- 1960 : Horizons sans frontières (The Sundowners) de Fred Zinnemann
- 1962 : La Bataille des Thermopyles (The 300 Spartans) de Rudolph Maté
- 1963 : Les 55 jours de Pékin (55 Days at Peking) de Nicholas Ray
- 1964 : Le Plus Grand Cirque du monde (Circus World) d'Henry Hathaway
- 1964 : La Chute de l'empire romain (The Fall of the Roman Empire) d'Anthony Mann
- 1965 : La Bataille des Ardennes (Battle of the Bulge) de Ken Annakin
- 1966 : Judith de Daniel Mann
- 1967 : Guêpier pour trois abeilles (The Honey Pot) de Joseph L. Mankiewicz
- 1967 : La Mégère apprivoisée (The Taming of the Shrew) de Franco Zeffirelli
- 1968 : Barbarella de Roger Vadim
- 1971 : Un violon sur le toit (Fiddler on the Roof) de Norman Jewison
- 1972 : L'Homme de la Manche (Man of La Mancha) d'Arthur Hiller
- 1972 : Cabaret de Bob Fosse
- 1973 : Jesus Christ Superstar de Norman Jewison
- 1977 : L'Île du docteur Moreau (The Island of Dr. Moreau) de Don Taylor
- 1977 : Croix de fer (Cross of Iron) de Sam Peckinpah
- 1978 : Fedora de Billy Wilder
- 1979 : Ashanti de Richard Fleischer
- 1979 : La Percée d'Avranches (Steiner - Das Eiserne Kreuz, 2. Teil) d'Andrew V. McLaglen
- 1979 : Les Loups de haute mer (North Sea Hijack) d'Andrew V. McLaglen
- 1980 : Le Commando de Sa Majesté (The Sea Wolves) d'Andrew V. McLaglen
- 1983 : Yentl de Barbra Streisand
- 1987 : Hamburger Hill de John Irvin
- 1988 : Élémentaire, mon cher... Lock Holmes (Without a Clue) de Thom Eberhardt

## Distinctions

### Récompenses
- Oscar du meilleur mixage de son
  - en 1972 pour Un violon sur le toit
  - en 1973 pour Cabaret
- BAFTA 1973 : BAFA du meilleur son pour Cabaret

### Nominations
- BAFTA 1972 : BAFA du meilleur son pour Un violon sur le toit